# Неустроева, Анна Денисовна
Анна Денисовна Неустроева (якут. Анна Денисовна Неустроева ; 3 марта 1903, Амгинская слобода Якутского округа, Якутская область, Российская империя — 30 ноября 1947, Якутск) — якутская советская писательница, переводчица
 и фольклорист.
Первая якутская женщина — член Союза писателей СССР.

## Биография
Якутка по происхождению. Сестра одного из основоположников якутской литературы Николая Неустроева. Детство провела во II-м Баягантайский наслег, Таттинского улуса (ныне Таттинский улус, Республика Саха (Якутия).
Грамоте обучалась у политических ссыльных.
В 1915 году поступила в Уолбинскую сельскую начальную школу, где приняла участие в издании школьного журнала «Ньургуhун» («Подснежник»), организованного её братом, написала свои первые короткие рассказы. В 1923 г. поступила в Якутский педагогический техникум (ныне Якутский педагогический колледж им. С. Ф. Гоголева). Получила специальность — учитель русского и якутского языков, рисования и естествознания.
Занималась общественной деятельностью среди женщин. Лидер женского движения в Якутии. В 1924—1927 годах избиралась делегаткой женотдела Якутского городского Совета депутатов трудящихся, в 1925 году была делегаткой I Всеякутского съезда трудящихся женщин. Активист культурно-просветительского общества «Саха омук», творческого объединения «Кэскил».
В 1927—1933 годах учительствовала в школе по ликвидации неграмотности (ликбез), работала преподавательницей начальной школы, руководительницей детского сада. В 1934—1936 годах прошла очно-заочные курсы повышения квалификации в Москве и Ленинграде.
В 1933—1943 годах — ответственный секретарь журнала «Хотугу сулус», редактор художественной и учебной литературы Якутского книжного издательства. В 1934 году в составе делегации якутских педагогов посетила Москву и Ленинград, встречалась с Н. К. Крупской, выступала перед ней от имени всех учителей республики.
В 1934 году приняла участие в работе первой конференции якутских писателей, в 1939 году — в работе первого съезда писателей Якутии.
Член переводческой комиссии при Наркомпросздраве. С 1937 года работала учителем транспортной школы, после заведующей детской городской библиотеки города Бодайбо Иркутской области.

## Творчество
Первая детская писательница из якуток, автор ряда рассказов для детей. Автор и составитель первых якутских букварей и учебников, статей по проблемам семейного и детского воспитания. Почти все рассказы Неустроевой носят дидактический характер.
Дебютировала в 1936 году с рассказом «Албын» («Обман»). Рассказ «Тиргэhиттэр» («Охотники на уток»), впервые напечатанный в 1938 году, получил высокую оценку критики и был включен в художественную хрестоматию. Рассказы писательницы вышли отдельной книгой в 1939 году.
А. Неустроева — переводчик и фольклорист. На якутский язык перевела детские произведения русских и зарубежных писателей, в том числе книги и рассказы Д. Н. Мамина-Сибиряка, Л. Фич-Перкинс, Д. Амичиса, С. Вьюгова, Быковой, А. И. Ульяновой-Елизаровой. Собрала большой фольклорный материал у известных якутских сказителей и олонхосутов (народных сказителей).

## Избранные произведения
- «О5олорго» («Детям»)
- «Сана суол» (учебник, в соавт. «Новый путь» в трех частях, 1925, 1926, 1927)
- «Аа5ар кинигэ» (учебник, в соавт. 1930)
- «Рассказы» (Для среднего возраста)
- «Тиргэhиттэр» («Охотники на уток»)
- «Кырдьык кыайар» («Правда побеждает» под её редакцией)
- «Старик со старухой»
- «Посылка»

## Награды
- Медаль «За доблестный труд в Великой Отечественной войне 1941—1945 гг.»,
- Медаль «За отличную работу» Министерства культуры СССР,
- Медаль «В ознаменование 100-летия со дня рождения Владимира Ильича Ленина».
- Отличник культуры СССР.

## Память
- В 2011 году её имя присвоено Бодайбинской детской библиотеке.
- В 2020 году в Алданском наслеге Таттинского района в новом сквере имени якутских писателей Николая Денисовича и Анны Денисовны Неустроевых, установили в их честь бронзовый памятник[1]